# Zbigniew Zugaj
Zbigniew Zugaj (ur. 19 lipca 1933 w Bondyrzu, zm. 14 marca 2012 w Lublinie) – polski fotografik (z wykształcenia: technik budowlany), od 1951 mieszkał i tworzył w Lublinie.

## Życiorys
Z fotografią artystyczną związany od 1956 roku, kiedy to jego zdjęcie zostało zakwalifikowane do konkursu, organizowanego przez Fotoklub „Zamek” (komórkę Miejskiego Domu Kultury) w Lublinie i zostało umieszczone na okładce katalogu tejże wystawy. Fakt ten wpłynął na jego dalsze życie – związał Zbigniewa Zugaja ze sztuką fotografii. Wraz z innymi kolegami stworzyli artystyczną grupę „Plama”. Jej członkami byli między innymi: Janusz Urban, Stanisław Butrym, Jan Urbanowicz, Włodzimierz Wróblewski i Zbigniew Kramarz.
W roku 1965 został przyjęty w poczet członków Związku Polskich Artystów Fotografików. W Klinice Ortopedii Akademii Medycznej w Lublinie prowadził pracownię fotografii naukowej. Był wybitnym specjalistą w zakresie reprodukcji malarstwa i grafiki oraz fotografii architektury. Od 1972 roku był członkiem Międzynarodowej Federacji Sztuki Fotograficznej FIAP i posiadał tytuł Artiste FIAP. W roku 1977 został ustanowiony przez Ministerstwo Kultury i Sztuki rzeczoznawcą w zakresie fotografiki, a w 1980 nadano mu odznaczenie „Zasłużonego Działacza Kultury”.
Przez cały okres działalności twórczej aktywnie współpracował z wieloma czasopismami i wydawnictwami – między innymi: blisko 95% publikacji krajoznawczych wydanych przez Wojewódzki Ośrodek Informacji Turystycznej w Lublinie zostało zilustrowane zdjęciami jego autorstwa, a Krajowa Agencja Wydawnicza wypuściła na rynek ponad 500 wzorów pocztówek. Miał w swoim dorobku kilka albumów autorskich, przedstawiających Lublin i Ziemię Lubelską.
W trakcie 10-letniej współpracy z Teatrem im. Juliusza Osterwy w Lublinie miał okazję pracować z wieloma wybitnymi reżyserami, między innymi z: Janem Świderskim, Ignacym Gogolewskim i Józefem Słotwińskim. W roku 1984 razem z Edwardem Hartwigiem z rąk Prezydenta Miasta Lublin otrzymał pamiątkowy medal, ufundowany z okazji 40-lecia lubelskiego teatru. Współpracował również z Teatrem Muzycznym w Lublinie.
Pochowany na cmentarzu komunalnym na Majdanku w Lublinie (kwatera S3R1-1-5).

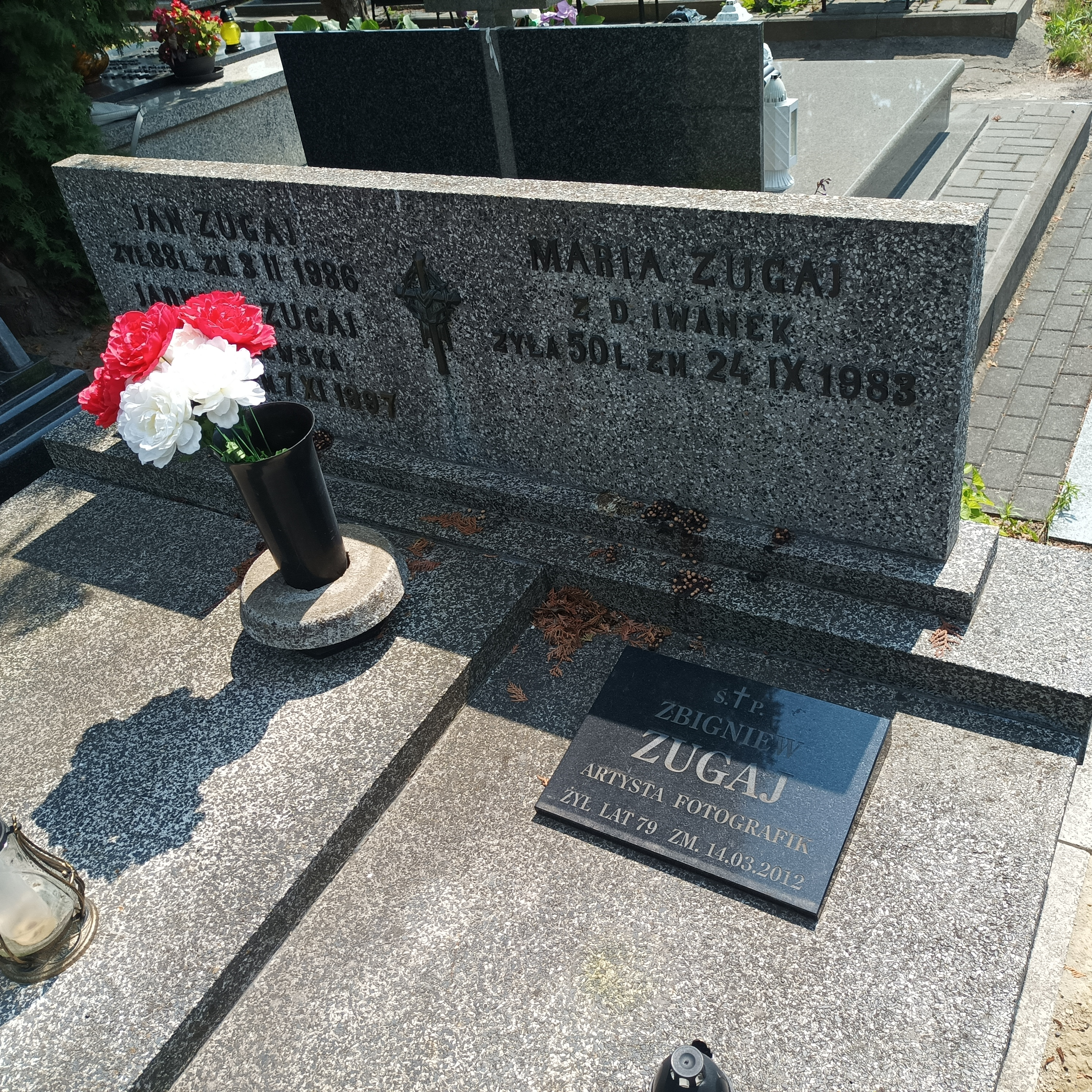
Grób Zbigniewa Zugaja na cmentarzu komunalnym na Majdanku w Lublinie

## Uczestnictwo w wybranych wystawach międzynarodowych
- Biennale FIAP – Bordeaux,
- „Premfoto” – Přelouč,
- „Fotoforum” – Rużomberk,
- „25 Exposición fotográfica” – Buenos Aires,
- „26 Exposición fotográfica” – Buenos Aires,
- „Alba 69" – Bergamo,
- „Alba 70" – Bergamo,
- „Interpress” – Moskwa,
- „6 Expozitie de Fotografie” – Bukareszt,
- „7 Expozitie de Fotografie” – Bukareszt,
- „8 Expozitie de Fotografie” – Bukareszt,

Ponadto brał udział w wystawach i konkursach w: Sydney, Wichita, Nikozji, Birmingham, Budapeszcie, Gandawie, Cremonie, Belgradzie, Charlottenburgu, Eindhoven, Reus, Barreiro i Monako.

## Ważniejsze wyróżnienia i nagrody
- 1959 – I nagroda na wystawie amatorskiej fotografii artystycznej.
- 1962 – I i II nagroda na konkursie pn. „Lublin i Lublinianie”. Dyplom honorowy na międzynarodowej wystawie o tematyce jazzowej w Krakowie.
- 1963 – I nagroda na konkursie pn. „LSM w fotografii” w Lublinie. Nagroda Wydziału Kultury PMRN w Gdańsku na wystawie pn. „Salon portretu”.
- 1967 – Złoty medal na ogólnopolskiej wystawie „Homo 67” w Legnicy.
- 1969 – Brązowy medal na międzynarodowej wystawie „Homo 69” w Legnicy. Nagroda na międzynarodowej wystawie w Saragossie (Hiszpania).
- 1970 – Srebrny medal na międzynarodowej wystawie fotografii artystycznej w Berlinie. Srebrny medal na „25 Exposición fotográfica” w Buenos Aires. Brązowy medal na ogólnopolskiej wystawie w Krakowie. Medal w Přelouč. Dyplom na międzynarodowej wystawie w Rostocku.
- 1972 – Brązowy medal w San Benedetto del Tronto. Medal ex aequo w Rostocku.

## Ważniejsze wystawy indywidualne
- 1963 – wystawa pokonkursowa „Lublin i Lublinianie”
- 1965 – „Puławskie Azoty”
- 1966 – wystawa w galerii Zamojskiego Towarzystwa Fotograficznego
- 1968 – wystawa fotografii krajoznawczej
- 1969 – „Wystawa Fotografii Stosowanej” (Lublin)
- 1969 – „Architektura Lubelszczyzny” (ekspozycje w Lublinie, Brześciu i Ułan Bator)
- 1969 – wystawa w Biurze Wystaw Artystycznych w Lublinie
- 1970 – wystawa w BWA w Lublinie
- 1970 – wystawa „Lubelskie Powiśle w fotografii” (Puławy)
- 1972 – wystawa „Nowa architektura czarnomorska – Bułgaria i Rumunia” (Lublin)
- 1977 – „Niemodny temat” (BWA w Lublinie)
- 1982 – „Fotografia Zbigniewa Zugaja” (Puławy)
- 1985 – „Moja jesień” (BWA w Lublinie)

## Niektóre wydawnictwa
- 1979 – „Czemierniki i okolice” (wydawca: Wydział Kultury Fizycznej Sportu i Turystyki Urzędu Wojewódzkiego w Białej Podlaskiej)[3]
- 1980 – „Pałac w Kozłówce” (wydawca: Krajowa Agencja Wydawnicza)[4]

- 1981 – „Lublin: Stare Miasto” (wydawca: Krajowa Agencja Wydawnicza)[5]

- 1988 – „Lublin” (wydawca: Wydawnictwo Lubelskie)[6]

- 1988 – „Lublin w fotografii Zbigniewa Zugaja” (na zlecenie Towarzystwa Miłośników Lublina)[7]

- 1992 – „Monaster w Jabłecznej: sanktuarium polskiego prawosławia” (wydawca: Laser-Graf)[8]

- 1994 – „Lublin” (wydawca: WALMAR)[9]

- 1999 – „Lublin: na przełomie tysiącleci” (wydawca: BESPOL)[10]